# Faridnagar
Faridnagar is een nagar panchayat (plaats) in het district Ghaziabad van de Indiase staat Uttar Pradesh. 

## Demografie
Volgens de Indiase volkstelling van 2001 wonen er 11.271 mensen in Faridnagar, waarvan 53% mannelijk en 47% vrouwelijk is. De plaats heeft een alfabetiseringsgraad van 43%. 